# Es war einmal in Deutschland…
Bye Bye Germany
Pour plus de détails, voir Fiche technique et Distribution.
Es war einmal in Deutschland… (ou Bye Bye Germany) est une comédie dramatique belgo-germano-luxembourgeoise réalisée par Sam Garbarski.
Le film a été présenté à la Berlinale 2017 le 10 février 2017.

## Fiche technique
- Titre : Bye Bye Germany - Es war einmal in Deutschland…
- Réalisation : Sam Garbarski
- Scénario : Michel Bergmann, Sam Garbarski
- Musique : Renaud Garcia-Fons
- Producteur : Roshanak Behesht Nedjad
- Pays de production :  Belgique,  Allemagne,  Luxembourg
- Genre : comédie dramatique
- Dates de sortie :
  - Luxembourg : 5 avril 2017
  - Allemagne : 6 avril 2017
  - Belgique : 21 février 2018

## Distribution
- Moritz Bleibtreu : David
- Antje Traue : Sara Simon
- Mark Ivanir : Holzmann
- Tim Seyfi : Fajnbrot
- Anatole Taubman : Fränkel

## Distinctions

### Récompenses
- Magritte 2019 :
  - Magritte des meilleurs costumes pour Nathalie Leborgne.

### Nominations
- Magritte 2019 :
  - Magritte du meilleur scénario original ou adaptation pour Sam Garbarski.
  - Magritte de la meilleure actrice dans un second rôle pour Tania Garbarski.
  - Magritte des meilleurs décors pour Véronique Sacrez.